# World Series of Poker 2006

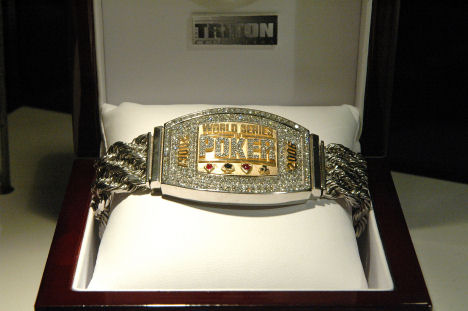
Il braccialetto di campione del Main Event 2006 vinto da Jamie Gold.

Le World Series of Poker 2006 furono la trentasettesima edizione della manifestazione. Si tennero dal 25 giugno al 10 agosto presso il casinò Rio All Suite Hotel and Casino di Las Vegas. Per la prima volta nella storia le WSOP non furono disputate al Binion's Horseshoe.
Il vincitore del Main Event fu Jamie Gold.

## Eventi preliminari
| Evento                                       | Vincitore          | Premio     | Ultimo giocatore eliminato |
| -------------------------------------------- | ------------------ | ---------- | -------------------------- |
| $500 Casino Employee's No Limit Hold'em      | Chris Gros         | $127.616   | Bryan Devonshire           |
| $1.500 No Limit Hold'em                      | Brandon Cantu      | $757.839   | Phong "Mark" Ly            |
| $1.500 Pot Limit Hold'em                     | Rafe Furst         | $345.984   | Rocky Enciso               |
| $1.500 Limit Hold'em                         | Kianoush Abolfathi | $335.289   | Eric Buchman               |
| $2.500 No Limit Hold'em Short Handed 6/Table | Dutch Boyd         | $475.712   | Joe Hachem                 |
| $2.000 No Limit Hold'em                      | Mark Vos           | $803.274   | Nam Le                     |
| $3.000 Limit Hold'em                         | Bill Chen          | $343.618   | Yueqi "Rich" Zhu           |
| $2.000 Omaha Hi-Lo (8 or better)             | Jack Zwerner       | $341.426   | Rusty Mandap               |
| $5.000 No Limit Hold'em                      | Jeff Cabanillas    | $818.546   | Phil Hellmuth              |
| $1.500 Seven Card Stud                       | David Williams     | $163.118   | John Hoang                 |
| $1.500 No limit Hold'em                      | Bob Chalmers       | $258.344   | Tam Ho                     |
| $5.000 Omaha Hi-Lo 8 or better               | Sam Farha          | $398.560   | Phil Ivey                  |
| $2.500 Limit Hold'em                         | Max Pescatori      | $682.389   | Anthony Reategui           |
| $1.000 No Limit Hold'em con rebuy multipli   | Allen Cunningham   | $625.830   | David Rheem                |
| $1.000 Ladies No Limit Hold'em               | Mary Jones Meyer   | $236.094   | Shawnee Barton             |
| $10.000 Pot Limit Omaha                      | Lee Watkinson      | $655.746   | Mike Guttman               |
| $1.000 No Limit Hold'em                      | Jon Friedberg      | $526.185   | John Phan                  |
| $2.000 Pot Limit Hold'em                     | Eric Kesselman     | $311.403   | Hyon Kim                   |
| $1.000 No Limit Hold'em Seniors              | Clare Miller       | $247.814   | Mike Nargi                 |
| $50.000 H.O.R.S.E.                           | David "Chip" Reese | $1.716.000 | Andy Bloch                 |
| $2.500 No Limit Hold'em Short Handed 6/Table | Bill Chen          | $442.511   | Nath Pizzolatto            |
| $2.000 No Limit Hold'em                      | Jeff Madsen        | $660.948   | Paul Sheng                 |
| $3.000 Limit Hold'em                         | Ian Johns          | $291.755   | Jerrod Ankenman            |
| $3.000 Omaha Hi-Lo 8 or better               | Scott Clements     | $301.175   | Thor Hansen                |
| $2.000 No Limit Hold'em Shootout             | David Pham         | $240.222   | Charlie Sewell             |
| $1.500 Pot Limit Omaha                       | Ralph Perry        | $207.817   | George Abdallah            |
| $1.500 Pot Limit Omaha con rebuy             | Eric Froehlich     | $299.675   | Sherkhan Farnood           |
| $1.500 No Limit Hold'em                      | Mats Rahmn         | $655.141   | Richard Toth               |
| $5.000 Seven Card Stud                       | Benjamin Lin       | $256.620   | Shawn Sheikhan             |
| $2.500 Pot Limit Hold'em                     | John Gale          | $374.849   | Maros Lechman              |
| $5.000 No Limit Hold'em Short Handed 6/Table | Jeff Madsen        | $643.381   | Erick Lindgren             |
| $2.000 No Limit Hold'em                      | Justin Scott       | $842.262   | Freddy Rouhani             |
| $5.000 Pot Limit Hold'em                     | Jason Lester       | $550.746   | Alan Sass                  |
| $1.500 Razz                                  | James Richburg     | $139.576   | Carlos Mortensen           |
| $1.000 No Limit Hold'em con rebuy multipli   | Phil Hellmuth      | $631.863   | Juha Helppi                |
| $1.000 Seven Card Stud Hi-Lo 8 or better     | Pat Poels          | $172.091   | Greg Dinkin                |
| $1.500 Limit Hold'em Shootout                | Victoriano Perches | $157.338   | Arnold Spee                |
| $1.500 No Limit Hold'em                      | James Gorham       | $765.226   | Osman Kibar                |
| $5.000 No-Limit 2-7 Draw Lowball con rebuy   | Daniel Alaei       | $430.698   | David Williams             |
| $1.000 No-Limit Hold'em                      | Praz Bansi         | $230.209   | Anh Lu                     |
| $1.500 No-Limit Hold'em                      | Paul Kobel         | $316.144   | Tyler Andrews              |
| $1.500 No-Limit Hold'em                      | Jim Mitchell       | $153.173   | Stuart Fox                 |
| $1.500 No-Limit Hold'em                      | Kevin Nathan       | $171.987   | J. C. Tran                 |
| $1.500 No-Limit Hold'em                      | Kevin Cover        | $196.968   | Joe Brandenburg            |
| $1.500 No-Limit Hold'em                      | Anders Henriksson  | $202.291   | Maureen Feduniak           |

## Main Event

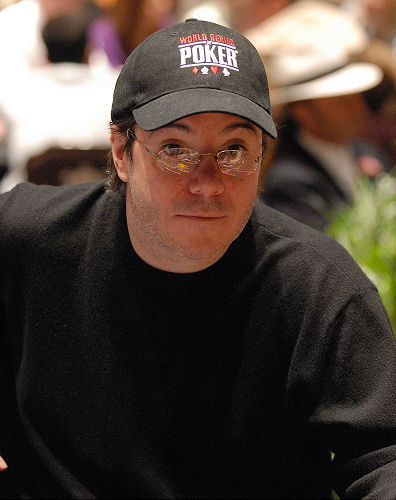
Jamie Gold, vincitore del Main Event

I partecipanti al Main Event furono 8.773. Ciascuno di essi pagò un buy-in di 10.000 dollari. Tuttavia alcuni partecipanti ebbero accesso al Main Event grazie alla vittoria in alcuni tornei on-line di qualificazione.
Il montepremi totale è il più alto mai raggiunto nella storia del poker: 82.512.162 $.

### Tavolo finale
| Piazzamento | Nome             | Premio      |
| ----------- | ---------------- | ----------- |
| 1°          | Jamie Gold       | $12.000.000 |
| 2°          | Paul Wasicka     | $6.102.499  |
| 3°          | Michael Binger   | $4.123.310  |
| 4°          | Allen Cunningham | $3.628.513  |
| 5°          | Rhett Butler     | $3.216.182  |
| 6°          | Richard Lee      | $2.803.851  |
| 7°          | Douglas Kim      | $2.391.520  |
| 8°          | Erik Friberg     | $1.979.189  |
| 9°          | Dan Nassif       | $1.566.858  |